# Fotoecke

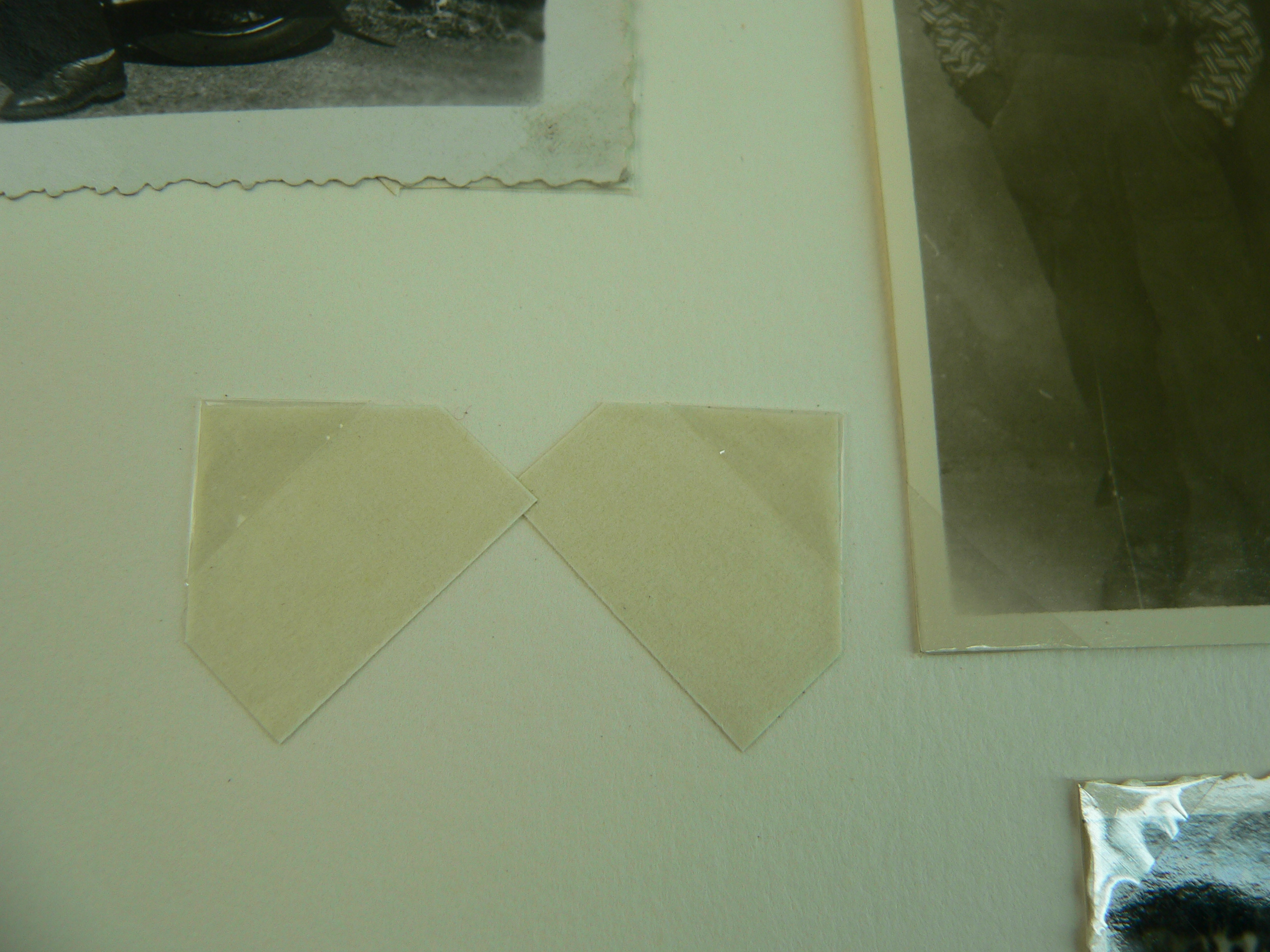
Fotoecken im Fotoalbum

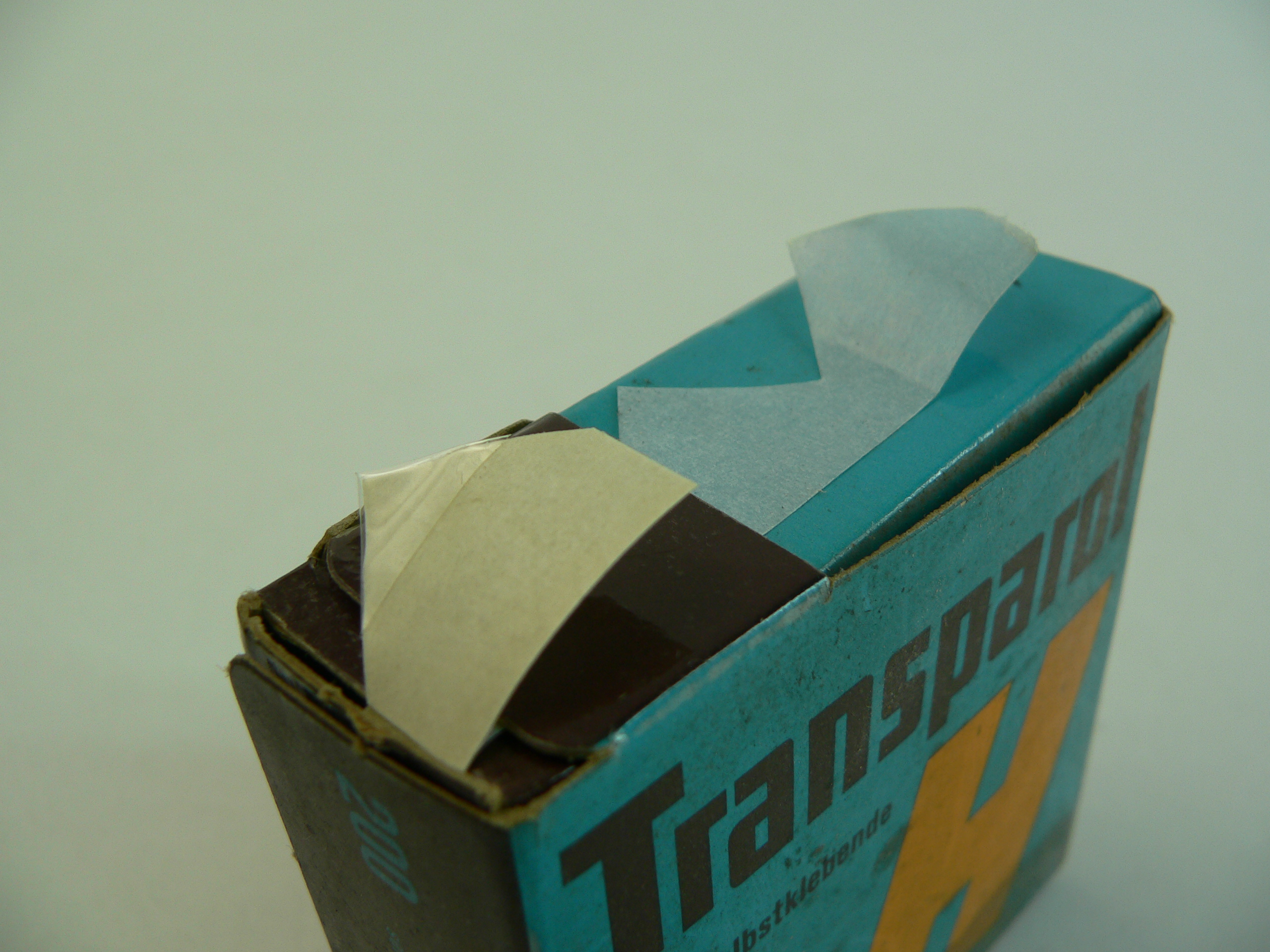
Fotoeckenspender

Fotoecken sind kleine, auf der Oberseite meistens durchsichtige Plastikecken mit selbstklebender Rückseite, die vor allem zum Einfügen von Fotografien in Fotoalben oder Passbildern auf Bewerbungsschreiben verwendet werden. Bilder können so auf dem Grund (Albumseite, Schriftstück usw.) befestigt werden, ohne sie zu verdecken oder mit Klebstoff in Berührung zu bringen.
Da die Fotos keinen direkten Kontakt mit dem Klebstoff haben, ist es möglich, sie ohne Beschädigung wieder aus dem Album zu lösen, um sie erneut zu verwenden oder eine gegebenenfalls vorhandene Beschriftung auf der Rückseite (Datum, Personen usw.) zu lesen.
Die Fotoecken wurden 1926 von Heinrich Hermann, dem Gründer der heutigen Herma GmbH, erfunden.